# Sminthopsis hirtipes
Sminthopsis hirtipes är en pungdjursart som beskrevs av Thomas 1898. Sminthopsis hirtipes ingår i släktet Sminthopsis och familjen rovpungdjur. IUCN kategoriserar arten globalt som livskraftig. Inga underarter finns listade.
Pungdjuret förekommer i tre från varandra skilda områden i södra, centrala och västra Australien. Arten vistas där i sandiga regioner med några buskar, träd eller annan vegetation.